# De drie gelukskinderen
De drie gelukskinderen is een sprookje dat werd verzameld door de gebroeders Grimm voor Kinder- und Hausmärchen met het nummer KHM70. De oorspronkelijke naam is Die drei Glückskinder.

## Het verhaal
Een vader geeft zijn drie zonen een geschenk, omdat zijn einde nadert. Geld heeft hij niet, de zonen moeten op zoek naar een land waar de dingen onbekend zijn. De eerste zoon krijgt een haan, de tweede een zeis en de derde een kat. Na de dood van vader, gaan de broers op pad. De eerste zoon ziet windhanen op torens in steden draaien met de wind en hoort hanen in dorpen kraaien. Op een eiland kunnen ze de tijd niet indelen en de haan is onbekend. Het dier met robijnrode kam en sporen als een ridder roept 's nachts drie keer en dan gaat de zon bijna op. Als de haan overdag roept, dan is er ander weer op komst. De mensen blijven wakker en horen de haan kraaien om twee uur, om vier uur en om zes uur. Ze willen het dier kopen en geven zoveel goud als een ezel kan dragen.
De broer gaat naar huis en de tweede broer gaat dan met zijn zeis het geluk beproeven. Hij ziet boeren met zeisen lopen, maar komt ook op een eiland waar het ding onbekend is. Ze schieten het rijpe koren met kanonnen van de akkers en hierbij gaat veel verloren. De man maait op het veld en de mensen willen hem geven wat hij wil. De tweede broer gaat met net zoveel goud naar huis als een paard kan dragen. De derde broer gaat met zijn kat op weg en overal ziet hij katjes. Soms worden jonge katjes in het water verdronken, omdat er zoveel van zijn. Hij laat zich naar een eiland overvaren en daar zijn zo veel muizen, dat ze op de tafels en banken dansen. De mensen kennen geen kat en klagen over de plaag, zelfs de koning heeft er last van in zijn paleis.
De kat jaagt en al snel zijn enkele zalen gezuiverd, de koning koopt het wonderdier en de derde zoon komt met een muilezel beladen met goud thuis. De kat jaagt in het koninklijk paleis en maakt vele muizen dood. Ze miauwt, omdat ze dorst heeft, en de hovelingen schrikken van het vreemde gekrijs. De koning overlegt met zijn raadslieden en de heraut wordt naar de kat gestuurd, om te vragen het paleis te verlaten. De raadslieden laten zich liever door muizen plagen en de page blijft beleefd, maar de kat miauwt alleen. De page verstaat "niet gauw" en vertelt de koning dat het dier niet snel zal vertrekken. Ze besluiten geweld te gebruiken en het gebouw wordt in brand gestoken. De kat springt uit het raam en blijft ongedeerd, maar de belegeraars maken het paleis met de grond gelijk.

## Achtergronden
- Het verhaal komt uit de omgeving van Paderborn.
- Verhalen waarin wordt uitgebeeld hoeveel iets heel gewoons waard is, waren wijd verspreid. In Lalenburg kopen de mensen een kat voor veel geld, omdat ze er nog nooit één hebben gezien en ze noemen hem muizenhond.
- Het sprookje heeft overeenkomsten met De uil (KHM174) en De maan (KHM175).
- Het dier als helper komt in heel veel sprookjes voor;
  - drie raven in De trouwe Johannes (KHM6)
  - een beer in De twee gebroeders (KHM60)
  - een bij in De bijenkoningin (KHM62) en De twee reisgezellen (KHM107)
  - duiven in Assepoester (KHM21), De drie talen (KHM33) en De oude vrouw in het bos (KHM123)
  - een eend in Hans en Grietje (KHM15), De bijenkoningin (KHM62) en De twee reisgezellen (KHM107)
  - een geit in Eenoogje, tweeoogje en drieoogje (KHM130)
  - een haas in De twee gebroeders (KHM60)
  - een hond in De drie talen (KHM33) en De oude Sultan (KHM48)
  - een kat in De arme molenaarsknecht en het katje (KHM106)
  - een leeuw in De twee gebroeders (KHM60), De twaalf jagers (KHM67) en De koningszoon die nergens bang voor was (KHM121)
  - mieren in De witte slang (KHM17) en De bijenkoningin (KHM62)
  - een ooievaar in De twee reisgezellen (KHM107)
  - een paard in De ganzenhoedster (KHM89)
  - een pad in De drie veren (KHM63) en De ijzeren kachel (KHM127)
  - een raaf in De witte slang (KHM17) en Het boerke (KHM61)
  - een schimmel in Fernand getrouw en Fernand ontrouw (KHM126)
  - een slang in De drie slangenbladeren (KHM16) en De witte slang (KHM17)
  - een veulen in De twee reisgezellen (KHM107)
  - een vis in De witte slang (KHM17), Van de visser en zijn vrouw (KHM19), De goudkinderen (KHM85), Fernand getrouw en Fernand ontrouw (KHM126) en Het zeehaasje (KHM191)
  - een vogel in Assepoester (KHM21), De drie talen (KHM33) en De roverbruidegom (KHM40)
  - een vos in De gouden vogel (KHM57), De twee gebroeders (KHM60) en Het zeehaasje (KHM191)
  - een wolf in De oude Sultan (KHM48) en De twee gebroeders (KHM60)
- De haan wordt in mythologieën in verband gebracht vruchtbaarheid en als de haan kraait moeten de doden terug (zie ook Dodendans).
- De zeis wordt in verband gebracht met de dood (bijvoorbeeld als attribuut van de dood, zoals Magere Hein).